# Rom in Italia
I popoli romaní (rom, sinti, camminanti) sono una minoranza etnica e linguistica non riconosciuta in Italia. Secondo il Consiglio d'Europa, la loro presenza varia dalle 110 000 alle 170 000 unità, di cui circa 70 000 con cittadinanza italiana, quindi circa lo 0,25% della popolazione italiana. In realtà l'Italia non dispone di strumenti giuridici per definire in maniera esatta il numero di persone ascrivibili alle comunità rom. I rom autoctoni (discendenti di gruppi presenti in Italia sin dal Medioevo) sarebbero circa 45 000, mentre gli altri sarebbero di più recente arrivo da altri paesi europei, quali le Repubbliche dell'ex Jugoslavia, la Romania e la Bulgaria. La maggior parte dei rom italiani è stanziale e urbana con forme di nomadismo ormai estinte. Nei cosiddetti "campi nomadi", secondo i rapporti pubblicati nel 2021 da enti di monitoraggio nazionali, vivono in tutto 17 800 persone, tra le quali il 55% è rappresentato da minori. Alla luce di tali informazioni, è possibile affermare che in Italia poco più di un rom su dieci vive all'interno dei cosiddetti "campi rom".

## Storia

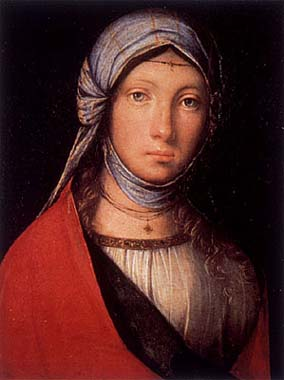
Boccaccio Boccaccino, Zingarella, 1516-1518 ca., Tempera su Tavola, 24 × 19 cm Galleria degli Uffizi, Firenze

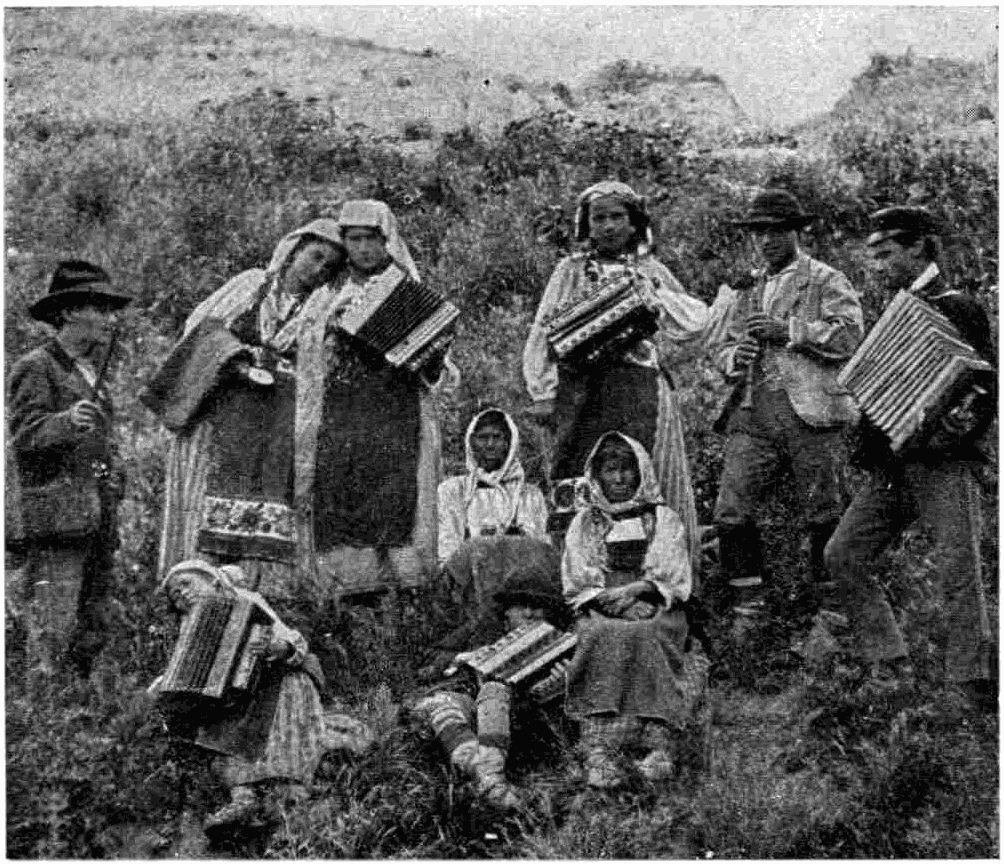
Rom italiani in viaggio verso la Spagna (data sconosciuta)

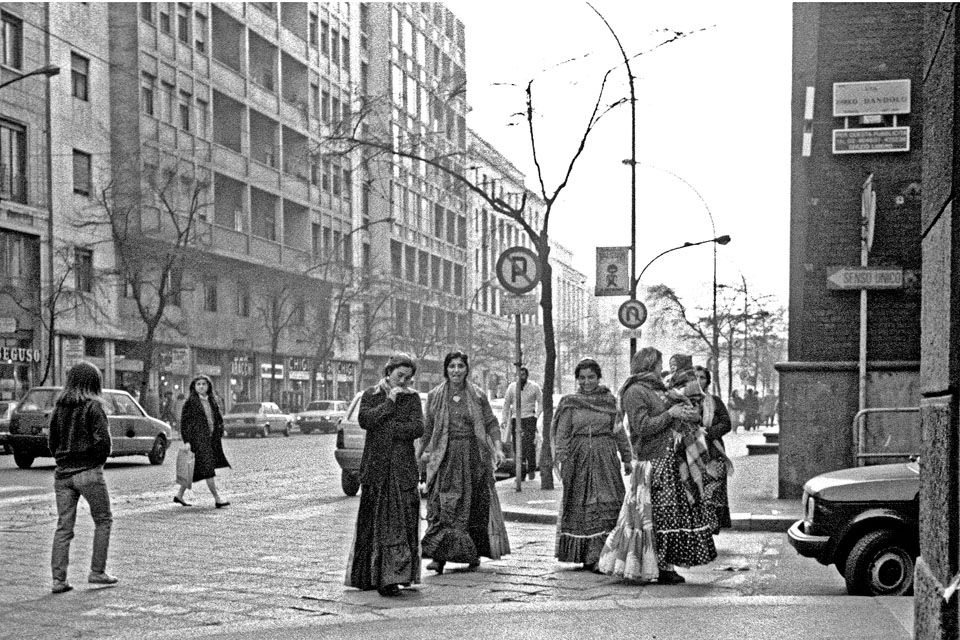
Donne rom a Milano, marzo 1984

Si stima che la popolazione romaní arrivò in Europa prevalentemente tra il XIV ed il XV secolo. Da tener presente un documento del 4 marzo 1283 emesso dalla magistratura veneziana dei Signori di Notte, che tutelava l'ordine pubblico a Venezia, in cui si ordina di allontanare dalla città i "gagiuffi" (termine antico che deriva probabilmente da "egiziano" e significava quindi "zingaro").
Si ritiene che i primi rom e sinti siano arrivati in Italia nel 1392 come conseguenza della battaglia del Kosovo fra le armate ottomane e quelle serbo-cristiane: con la vittoria delle prime, si affermò l'influenza islamica nei Balcani.
In un documento del 1390, si registra l'arrivo di un gruppo nomade a Penne d'Abruzzo; si trattava del primo nucleo di rom in Italia, oggi chiamati rom abruzzesi.
Per l'Italia sono fondamentali due cronache: la Cronica di Bologna, di autore anonimo, e il Chronicon Foroliviense di frate Girolamo Fiocchi; da questi testi si desume che i primi zingari sono arrivati a Bologna e a Forlì nel 1422 (documenti degli archivi municipali, deliberazioni e conti dei comuni in cui compaiono le varie liberalità concesse su richiesta dei rappresentanti degli zingari).
La prima cronaca italiana che ci racconta della presenza dei rom è attribuita ad un documento del XV secolo, una cronaca di un anonimo bolognese (la "Historia miscellanea bononiensis"), dove si racconta dell'arrivo a Bologna, nel 1422, di una comunità nomade:
(in Ludovico Muratori, Rerum Italicarum Scriptores, Milano, typ. Societatis palatinae, 1731, tom. XVIII, cc. 611-612)
Nell'agosto dello stesso anno alcune cronache proverebbero la presenza di una banda di nomadi in altre città italiane. In una sorprendente cronaca di frate Girolamo dei Fiocchi da Forlì viene riferito che "Aliqui dicebant, quod erant de India". Benché in questa cronaca non sia chiaro chi siano gli "aliqui" si tratta del primo documento in cui si fa riferimento alla probabile origine indiana dei rom, anche se l'elenco comprendeva anche la Caldea, la Nubia, l'Etiopia, l'Egitto ed addirittura il continente scomparso di Atlantide
Sia a Bologna che a Forlì, oltre che per i tratti somatici che ne caratterizzavano l'appartenenza a una diversa etnia, gli zingari furono notati soprattutto per l'aspetto rude ed "inselvatichito" dalla fame e dalle difficoltà.
A partire dal 1448, alcune comunità di "zingari" si insediarono nell'Italia settentrionale, nel territorio compreso tra Ferrara, Modena, Reggio e Finale Emilia. Stazionavano in aree di confine, spesso gravitando intorno ai principali luoghi di mercato dove potevano commerciare in cavalli, utensili di rame e di ferro fabbricati da loro stessi, e le donne si dedicavano al vaticinio del futuro. A volte i Cingari militarono come mercenari al soldo dei signori, come nel 1469 per gli Estensi di Ferrara, o per i Bentivoglio di Bologna nel 1488. In quegli stessi anni le cronache riportano il loro arrivo a Napoli.
I rom recavano lettere firmate dal santo Padre, sulla cui autenticità permangono forti dubbi, in cui si chiedeva protezione e che per quasi un secolo ricorreranno nelle varie e sporadiche cronache attestanti la presenza dei primi gruppi rom nella penisola.
La cronaca della città di Fermo riporta che era stato esibito un documento del Papa "che permetteva loro di rubare impunemente". 
Di eventuali lettere firmate dal Santo Padre non è stata trovata traccia negli archivi vaticani, anche se un documento che attesta la presenza dei rom a Napoli nel 1435 lascerebbe aperta l'ipotesi che alcune di queste comunità nomadi siano passate per Roma.
Tra il 1470 ed il 1485 è riportata notizia che "conti del Piccolo Egitto" circolavano nel modenese, provvisti di passaporto del signore di Carpi.
È tuttora in dubbio l'origine dei gruppi di "Egiziani" che arrivarono in Italia nel XV secolo, se essi venissero via terra dall'Europa centrale o dal nord oppure se essi siano venuti via mare dai Balcani già durante la caduta dell'impero bizantino.
La possibile origine rom di un pittore abruzzese, Antonio Solario, detto lo "Zingaro pittore", lascerebbe supporre che l'arrivo dei rom in Italia andrebbe datato precedentemente il 1422.
Attraverso l'Adriatico e lo Jonio, spesso uniti a dalmati e greci in fuga dall'avanzata dei turchi nei Balcani, diverse comunità cominciarono ad insediarsi nell'Italia Centrale e meridionale, specialmente in Abruzzo e Puglia,  provenienti principalmente da Ragusa, crocevia obbligato tra le strade dei Balcani e quelle dei mari, incentivati da vantaggi fiscali concessi dagli Aragonesi.

Amedeo Modigliani, Zingara con bambino (National Gallery of Art, Washington)

Movimenti analoghi si ebbero nello stesso periodo anche verso la Sicilia, dove già nel XV secolo il nome "zingari" viene registrato negli atti dei notai di Palermo e nei registri della cancelleria della città di Messina, nella quale i "Cingari", ritenuti provenienti dalla Calabria,  erano equiparati ad una universitas e godevano di autonomia giudiziaria. Secondo alcuni studiosi la successiva migrazione verso le coste sudorientali della Spagna, insieme ad altri profughi greci, sarebbe partita dalla Sicilia, e sarebbe provata, già dalla metà del XV secolo, dalla presenza dei "zinganos" in Sardegna e Corsica, isole situate lungo la rotta commerciale con la penisola iberica.
Un altro documento interessante è datato 1506 e riferisce del seppellimento ad Orvieto di tale "Paolo Indiano, capitano dei cingari", che aveva prestato servizio nell'esercito veneziano.
La prima testimonianza scritta di lingua romaní in Italia è datata al 1646 e si trova in una commedia di Florido dei Silvestris, nella quale è riportata la frase "tagar de vel cauiglion cadia dise" (ritrascrivibile in: "t(h)agar devel, k aviljom kadja disë"), che significa "Signore Iddio, che sono giunto (in) questa città". Questa espressione corrisponderebbe al secondo "strato" della classificazione linguistica fatta da Marcel Courthiade e costituirebbe un elemento per sostenere che i Rom siano arrivati in Italia dai Balcani.
Nelle varie cronache che raccontano dell'incontro con queste comunità di "pellegrini", un importante aspetto è legato al dono della divinazione o della predizione del futuro, così come il commercio dei cavalli,  che i rom accompagnavano alle loro richieste di aiuto.
Le stesse cronache, allo stesso tempo, sono anche le prime a testimoniare dell'insorgere dei pregiudizi nei confronti dei rom, i quali vengono spesso accusati di furti.
Durante il fascismo italiano i Rom furono severamente discriminati ed internati in campi di concentramento.

## Presenza e sottogruppi
In Italia, secondo lo European Roma Rights Centre si stima che ci siano tra i 90 000 e i 110 000 Rom, Sinti, Camminanti, e altre minoranze romaní, mentre secondo l'Opera Nomadi (e altre organizzazioni di volontariato) sarebbero tra i 120 000 e i 140 000, di cui circa 70 000 hanno la nazionalità italiana. La discordanza di questi numeri, secondo la Commissione Straordinaria del Senato delle Repubblica per la tutela e la promozione dei diritti umani dipende dal "vuoto di conoscenza, dovuto in parte all'impossibilità di eseguire censimenti su base etnica ma anche, in parte, a causa di una certa reticenza nel dichiarare un'identità fortemente stigmatizzata". I rom di antico insediamento sarebbero circa 45 000, di questi circa l'80% è discendente dalle popolazioni di lingua romaní migrate in Italia a partire dal 1400, mentre il restante 20% è costituito da rom provenienti dai paesi dell'Europa orientale: fonti risalenti al 2008.
Si stima che circa la metà di questa popolazione sia composta da minori, bambini e giovani adolescenti e che solo il 3% supera i 60 anni.
Il tasso di natalità è elevato (5/6 figli per i nuclei familiari di nuova formazione); anche il tasso di mortalità è elevato.

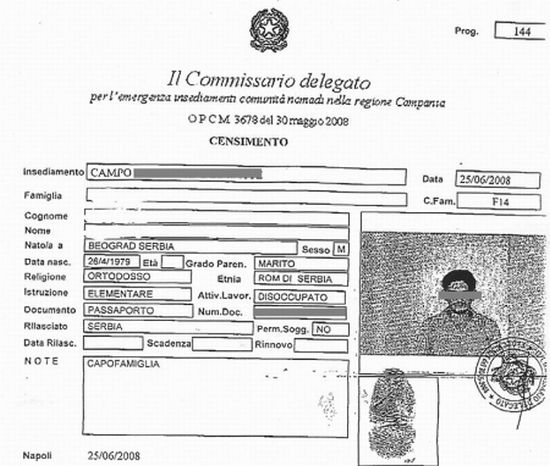
Schedatura dei rom in Italia nel 2008

A seguito dell'ordinanza di protezione civile del 30 maggio 2008 di procedere all'identificazione di tutti coloro che vivono nei campi nomadi, partendo dalle Regioni Campania, Lombardia e Lazio, il Ministero dell'interno ha costituito un gruppo di lavoro con le altre amministrazioni interessate (Ministero del lavoro, della salute e delle politiche sociali e Ministero dell'istruzione, dell'università e della ricerca) e con l'UNICEF, al fine di elaborare un piano di attuazione degli interventi successivi al censimento. A seguito del censimento effettuato nelle tre regioni sono stati individuati complessivamente 167 accampamenti, di cui 124 abusivi e 43 autorizzati, ed è stata registrata la presenza di 12 346 persone, tra le quali 5.436 minori.
Le migrazioni di popoli romaní dall'Europa orientale che hanno interessato l'Italia nel Novecento sono state principalmente le seguenti: alla fine della Seconda guerra mondiale, dalla Romania negli anni sessanta, dalla Croazia di lingua italiana; a cavallo degli anni sessanta e settanta, a seguito del terribile terremoto che devastò la Macedonia (Skopje); già dal 1987, e poi soprattutto con il grande esodo verificatosi a seguito della guerra nella ex Jugoslavia (1991), principalmente dalla Bosnia ed Erzegovina e dal Kosovo; infine alla fine del socialismo reale, quindi dai paesi dell'Europa orientale.

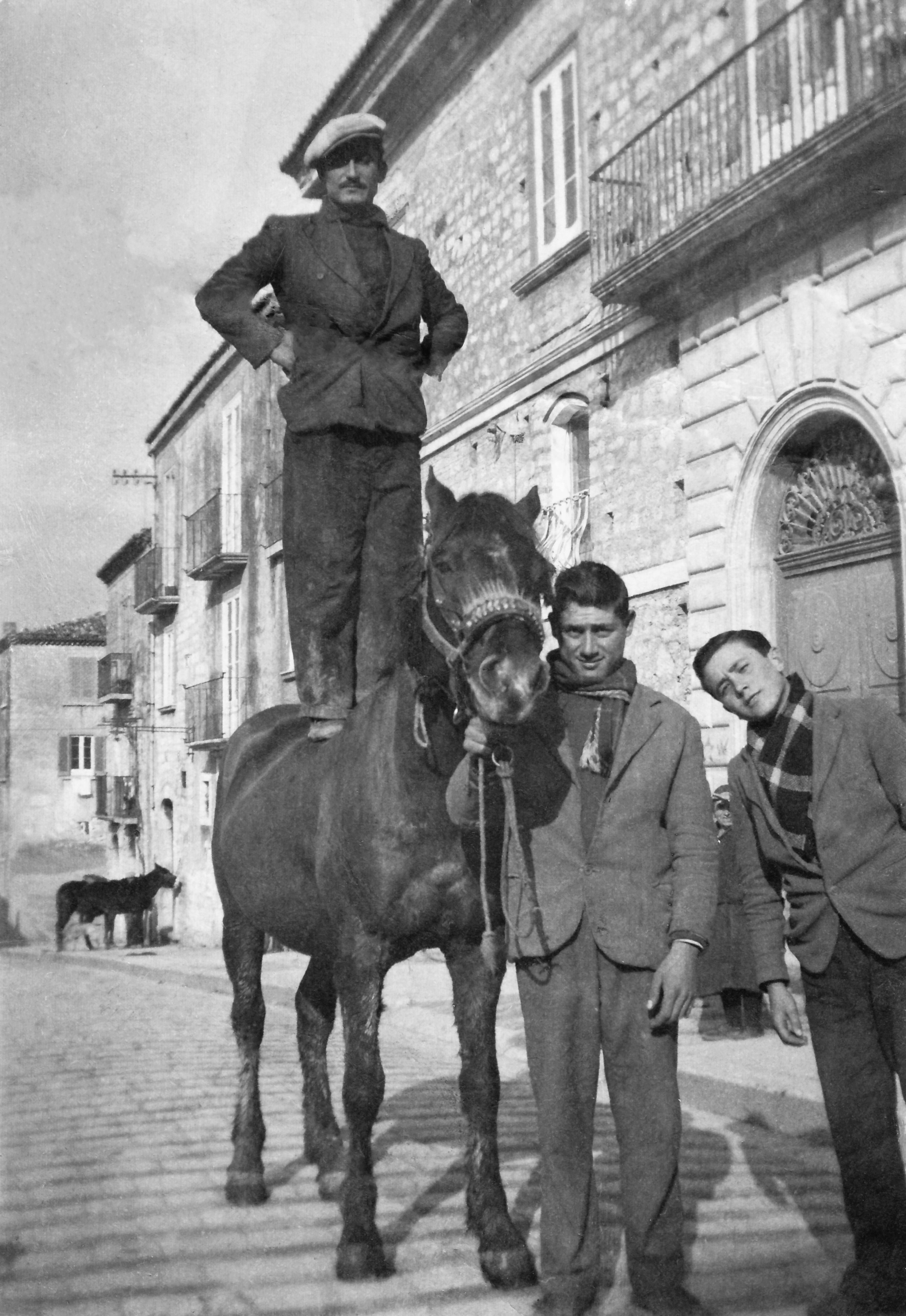
Rom abruzzese in piedi sul proprio cavallo, circa 1960

In Italia la popolazione romanì si divide tra:
- Rom italiani: circa 90 000 (30 000 nel Sud Italia), di cui:
  - Rom harvati: 7000 giunti dalla Jugoslavia settentrionale dopo la seconda guerra mondiale. I khalderasha (stagnini) ne costituiscono un sottogruppo.
  - Rom lovari: 1000, si occupano principalmente dell'allevamento di cavalli (la parola viene dall'ungherese ló, che significa appunto cavallo).
  - Rom rudari: di origine romena, arrivati in Italia negli anni '60. Musicanti e artisti di strada, lavorano anche il rame e vivono in accampamenti lungo la via Tiburtina, a Roma.[26]
  - Rom abruzzesi e molisani, giunti in Italia al seguito degli arbëreshë dall'Albania dopo la battaglia di Kosovo Polje nel 1392, parlano romanì mescolato ai dialetti locali e praticano l'allevamento e il commercio di cavalli, oltre che, nel caso delle donne, la chiromanzia (romnìa). Diversi nuclei sono emigrati in vari centri del Lazio a partire dal Novecento
  - Rom napoletani (napulengre), ben integrati, fino agli anni settanta si occupavano principalmente della fabbricazione di attrezzi da pesca e di spettacoli ambulanti, vivono soprattutto in provincia a Giugliano in Campania, Caivano, Acerra, Afragola e Casalnuovo di Napoli e un grosso concentrato vive da molti anni nella periferia di Napoli maggiormente a Ponticelli e Scampia.
  - Rom cilentani: 800 residenti ad Eboli, con punte di elevata alfabetizzazione
  - Rom lucani: la maggior parte di loro sono allevatori di cavalli, risiedono in diverse zone della Basilicata soprattutto a Francavilla in Sinni e Melfi
  - Rom pugliesi, si dedicano in maggioranza all'agricoltura ed all'allevamento di cavalli (alcuni di loro gestiscono macellerie equine)
  - Rom calabresi: uno dei gruppi più poveri, con 1550 persone ancora residenti in abitazioni di fortuna
  - Camminanti siciliani: 2000 persone
- Rom balcanici o jugoslavi: circa 70 000, presenti principalmente nel Nord Italia. 
  - Khorakhanè ("lettori del Corano"): di religione musulmana e provenienti da Kosovo e Bosnia ed Erzegovina, sono il gruppo più numeroso di rom stranieri presente nel Bresciano. La migrazione principale è avvenuta dalla seconda metà del 1991 fino all'estate del 1993, in concomitanza con l'aggravarsi della situazione bellica nella ex Jugoslavia
  - Dasikhané: di religione ortodossa, provenienti da Romania o Bulgaria.
- Rom della Romania: fino al 2015 erano il gruppo in maggior crescita; hanno comunità a Milano, Roma, Napoli, Bologna, Bari, Pescara, Genova. Le numerose azioni di sgombero forzato hanno spinto molte di queste comunità al ritorno nel paese d'origine o al trasferimento in altri paesi europei. Con lo scoppio della pandemia da Covid-19 è andata aumentando la spinta verso il paese d'origine, giudicato più sicuro sotto il profilo sanitario e con una prospettiva di qualità della vita ritenuta migliore[27].
- Sinti: 30 000 persone con cittadinanza italiana, residenti principalmente in Nord e Centro Italia e un tempo occupati principalmente come giostrai, mestiere che però sta scomparendo e che li costringe a reinventarsi in nuovi mestieri, da rottamatori a venditori di bonsai. I sinti non si riconoscono come rom ma fanno parte della più ampia popolazione romanì.

## Lingua
I rom italiani parlano principalmente la lingua italiana. Coloro che sono di origine dell'Europa orientale parlano spesso anche le lingue dei paesi d'origine (romeno, serbocroato). Anche la lingua romaní, nei suoi diversi dialetti, viene talvolta parlata da tali gruppi.
La lingua rom non è riconosciuta come minoranza linguistica dalla normativa in tema di tutela delle minoranze linguistiche (L. 482/1999), approntata in applicazione dell'art. 6 della Costituzione italiana.
La comunità italiana più antica è il grande gruppo dei rom dell'Italia centro-meridionale, giunti verosimilmente dai Balcani e insediatisi in Abruzzo, Molise, Campania, Puglia, Calabria fin dal XV secolo.
Il romaní parlato dai rom italiani, fortemente influenzato dai dialetti regionali, oggi è quasi del tutto dimenticato e sopravvive pressoché esclusivamente nella memoria degli anziani e nell'uso comune di alcune frasi in gergo.

## Condizioni abitative e dibattito sul presunto nomadismo
I rom in Italia spesso vengono definiti "nomadi", benché la maggior parte di loro voglia radicarsi in un territorio, in conseguenza del venire meno, nell'economia contemporanea, del “prestigio sociale” delle attività professionali (giostrai, venditori di cavalli, arrotini, circensi, etc.) connesse alla loro secolare storia nomadica. La definizione, che contiene una “promessa della temporaneità e della estraneità della comunità dai residenti” costituisce un nesso inscindibile con la discriminazione che subiscono gli "zingari". La Commissione Europea contro il Razzismo e l'Intolleranza (ECRI), nei suoi “rapporti sull'Italia”, ha invitato diverse volte ad abbandonare, nelle “politiche a riguardo di rom e sinti”, il “falso presupposto che i membri di tali gruppi siano nomadi”, in base ai quali viene attuata “una politica di segregazione dal resto della società”, con l'installazione di "campi nomadi", concepiti in base al principio della presenza temporanea dei rom, in molti casi senza accesso ai servizi più basilari, favorendo la deresponsabilizzazione delle amministrazioni locali dal dover fornire servizi scolastici e sociali finalizzati all'integrazione.
Una analoga obiezione è stata mossa all'Italia anche dalle Nazioni Unite, da Doudou Diène, nel suo rapporto sull'Italia.
La politica segregazionista, è stato osservato, contraddice le stesse intenzioni degli attuatori, che spesso mettono l'accento sulle politiche di pubblica sicurezza e di controllo sociale degli "zingari". L'isolamento e la scarsa visibilità dei campi favorisce “l'occultamento e la dissimulazione degli elementi pericolosi”, aggravando la situazione sia dal punto di vista della incolumità di chi vive nei campi, sia peggiorando il giudizio negativo su chi vive nei campi. Il presunto nomadismo è stato utilizzato dal legislatore italiano anche per escludere le comunità parlanti la lingua romaní dai benefici della legge n. 482 del 1999.
Contrariamente a quanto ritenuto in passato, quando si pensava che le comunità rom tendessero a preservare l'unità della famiglia estesa (comprendente fino a 60 persone), cercando allo stesso tempo di non mescolarsi con altri gruppi, tale concetto è superato, la maggior parte dei rom in Italia è infatti stanziale e vive in abitazioni convenzionali. Esistono tuttavia ancora esempi di insediamenti monoetnici realizzati dalle amministrazioni locali. Si tratta principalmente di insediamenti formali all'aperto, denominati "campi rom", microaree abitate da famiglie allargate, centri d'accoglienza riservati esclusivamente a persone rom e edifici di edilizia residenziale pubblica dal forte carattere monoetnico. Sono 109 i cosiddetti "campi nomadi" autorizzati, presenti in 62 comuni italiani e abitati da 11.300 persone, le cui unità abitative sono costituite da container, roulotte, tende e baracche. Le condizioni igieniche e di sicurezza abitativa sono talvolta precarie, non sono rari gli incendi e gli incidenti mortali dovuti all'utilizzo di candele (spesso manca l'elettricità). Oltre ai campi formali, esistono diversi campi informali, abitati principalmente da rom dell'est Europa. Al loro interno si stima una presenza di circa 6.500 persone. In Emilia Romagna sono stati compiuti tentativi di realizzare microaree per famiglie allargate. In altri casi si è trattato di realizzare aree residenziali su base etnica per famiglie rom come nel caso del villaggio del "Guarlone" a Firenze. L'esperienza inizialmente sembrava aver dato un esito positivo, poiché, nel 1998, a dieci anni di distanza, l'area residenziale ed i suoi abitanti fanno parte integrante del quartiere, [...] e l'attenzione con la quale gli abitanti curano l'area smentisce lo stereotipo del rom secondo il quale "non è abituato a vivere in casa e vive nello sporco";. Successivamente è andato però consolidandosi il pensiero che la realizzazione di spazi abitati monoetnici anche in muratura non può rappresentare la giusta soluzione. Altri villaggi rom, con esiti di inclusione fallimentari, sono stati costruiti a Cosenza nel 2001 in via degli Stadi, a Gioia Tauro nel 1992 nel quartiere Ciambra, a Pisa nel 1996 nel quartiere di Coltano, ad Arghillà, quartiere periferico di Reggio Calabria.

## I rom della ex Iugoslavia e della Romania in Italia
Tra i rom provenienti dalla ex-Iugoslavia, circa 30-40.000 persone, presenti in molti casi da più decenni in Italia, con una larghissima presenza di “immigrati di terza generazione”, ragazzi cioè nati in Italia da genitori, a loro volta nati in Italia, ad oggi solo una piccola parte di loro si trova in una condizione di apolidia di fatto. Secondo recenti studi è possibile sostenere che siano circa 860 le persone provenienti dall'ex-Iugoslavia a forte rischio apolidia presenti negli insediamenti italiani.
Al deflagrare delle guerre jugoslave, molti si trovavano già sul territorio italiano, altri invece sono emigrati successivamente per fuggire dalla guerra e dalle persecuzioni etniche, venendosi così a trovare in una condizione di apolidia di fatto, che nella stragrande maggioranza dei casi le autorità governative italiane non hanno inteso tutelare, violando gli obblighi derivanti dalla convenzione di Ginevra relativa allo status degli apolidi, obbligando i richiedenti a esibire un certificato di iscrizione anagrafica nel proprio paese, condizione questa impossibile sia per la distruzione dei registri anagrafici in molte città della Bosnia ed Erzegovina e del Kosovo, sia perché rom nati in Italia.
In Italia fino ad alcuni anni fa era presente un numero variabile tra i 30 e 40 000 rom provenienti dalla Romania arrivati negli ultimi anni, a partire dalla seconda metà degli anni novanta. Costretti alla sedentarizzazione durante il regime socialista, durante le riforme economiche post-socialiste in Romania, i rom hanno perso i loro lavori nei kombinat industriali e hanno subìto fenomeni gravi di discriminazione: espulsione dei minori dalle scuole, roghi delle case, pestaggi che hanno indotto a un esodo verso i paesi dell'Europa occidentale di “zingari” che si erano sedentarizzati nel corso di 50 anni.
Secondo recenti studi il numero attuale dei rom rumeni presenti negli insediamenti italiani si attesta intorno alle 600 unità. L'arrivo dei rom in Italia dalla Romania è stato oggetto di diverse campagne mediatiche che facevano riferimento alla presunta "invasione dei rom dalla Romania", smentite dai dati del Ministero dell'Interno, che hanno dimostrato come in realtà il cosiddetto “nomadismo” dei rom rumeni riguardasse quasi sempre le stesse persone che facevano la spola, in un pendolarismo legato all'attività lavorativa, tra l'Italia e la Romania, dopo l'ingresso di questo paese nell'Unione europea, ritornando spesso nelle stesse città italiane.

## La devianza minorile dei rom in Italia
La persistenza di pregiudizi antizigani costituisce uno degli elementi della concatenazione di esclusione sociale e piccola devianza, da cui sorgono, oltre che comportamenti prevedibilmente speculari allo stigma sociale, una serie di leggende in parte infondate come quelle degli “zingari rapitori di bambini”, la cui casistica, nell'intera storia della giurisprudenza italiana, non trova conferma, mentre la statistica di casi di borseggi e furti, che vede coinvolti minori “zingari”, non dimostra “una propensione antropologica al furto” da parte dei rom, bensì la natura di tali reati come tipici “predatori”. Tra i minori rom, secondo vecchi dati del Ministero di grazia e giustizia, circa il 37% dei segnalati risulta presa in carico dal servizio sociale di giustizia minorile, contro il 74% dei non rom italiani e il 54% dei non rom stranieri. Tale situazione riflette le caratteristiche del sistema giudiziario minorile italiano, basato sull'implementazione di pratiche particolari che risentono delle risorse rieducative (numero di operatori, comunità minorili, centri di aggregazione giovanile, progetti di inclusione sociale e recupero, etc.) di ogni singolo Tribunale dei minori.
Ciò confermerebbe l'impossibilità o la particolare complicazione degli interventi "rieducativi", dovuti a volte alle condizioni di arrivo del minore, spesso già recidivo all'arrivo in Italia, ma anche per il difficile ambiente di vita nei campi rom.
Alcuni studiosi ritengono che il giustificazionismo culturale della devianza minorile dei rom sia la causa principale della deresponsabilizzazione degli operatori della giustizia minorale e dei servizi sociali, mentre l'incidenza dei reati, quali furto e borseggio tra i minori rom, andrebbe considerata come un fenomeno non riconducibile a un'identità culturale bensì fisiologico alla formazione di una società multiculturale, al quale andrebbero corrisposti degli strumenti socio assistenziali calibrati sulle caratteristiche specifiche di marginalità sociale ed economica dei minori rom e sinti.
Secondo l'antropologo Glauco Sanga e il sociologo Marzio Barbagli (che nel suo libro Immigrazione e sicurezza in Italia cita a sostegno anche altri antropologi quali: Leonardo Piasere, Dick Zatta e Francesco Remotti) nelle comunità Rom rubare ai gagè (i non zingari) è spiegabile con la teoria dello svantaggio sociale e privazione relativa. Secondo questa teoria l'individuo è un "animale morale", che durante l'infanzia e l'adolescenza interiorizza le norme della società in cui vive. Se, e quando, viola queste norme (uccidere, rubare, etc.) è a causa della frustrazione causata tra lo squilibrio esistente fra la struttura culturale, che definisce le mete verso cui tendere socialmente, e la struttura sociale, costituita dalla distribuzione effettiva delle opportunità reali. Le frustrazioni (sentimenti di ingiustizia, sdegno, risentimento, etc.) determinano il senso di privazione relativa che non nasce dalla condizione obiettiva del soggetto, ma dal gruppo di riferimento che scelgono: dal rapporto tra aspirazione realtà. In base a questa teoria, gli immigrati fanno propria la meta culturale (il successo economico) del paese dove sono emigrati, senza avere però la possibilità di raggiungerla. La stessa teoria spiegherebbe la minore incidenza dei reati commessi dagli stranieri, nelle regioni meridionali, con l'"arte di arrangiarsi" (pag. 195) tipica delle popolazioni meridionali, dove è più facile trovare casa, arrangiarsi con il lavoro, perché il "grado di aspettative è meno elevato", etc. Diversa è invece la condizione degli immigrati di seconda generazione "nati nel paese che ha accolto i loro genitori, essi non possono confrontare la loro situazione con quella dei figli di coloro che non sono immigrati, per il buon motivo che non la conoscono. Il loro gruppo di riferimento è fatto necessariamente dagli immigrati di seconda generazione provenienti da altri paesi o dagli autoctoni. il loro livello di aspirazione è più elevato. Non potendo tornare nel paese dei loro genitori essi desiderano farsi strada in quello in cui sono nati. Hanno cioè fatta propria la meta del successo economico in questa nuova società, ma si accorgono ben presto che per loro è difficile raggiungerla. Così alcuni di loro cercano di arrivarvi per altre vie e si dedicano ad attività illecite." (pag. 196-197) Glauco Sanga e Francesco Remotti, fanno inoltre un'analogia fra gli zingari e le antiche popolazioni di cacciatori-raccoglitori, evidenziando però che l'ambito della raccolta si è oggigiorno ampliato, i prodotti della raccolta non sono più solamente i prodotti della terra o dell'allevamento ma anche i prodotti dell'attività industriale, ed è appunto con questa teoria che Remotti spiega la mancanza di senso di colpa in coloro che si dedicano ai furti quotidiani. Secondo Leonardo Piasere l'analogia tra gli zingari e le antiche popolazioni di cacciatori-raccoglitori è invece da abbandonare.

## Istituzioni rappresentative e culturali
Associazione 21 luglio è un’organizzazione non profit che supporta gruppi e individui in condizione di segregazione estrema e di discriminazione tutelandone i diritti e promuovendo il benessere delle bambine e dei bambini.
L'Opera Nomadi è un'associazione italiana senza fini di lucro, che opera in diverse regioni d'Italia per favorire l'integrazione delle minoranze rom, sinte e camminanti nella società italiana, ottenere il riconoscimento di Rome e Sinti come minoranza etnica e linguistica, contrastare i pregiudizi diffusi in particolare sulla popolazione rom, ed esercitare opera di mediazione culturale fra dette minoranze e la cultura maggioritaria.